# Gullskära

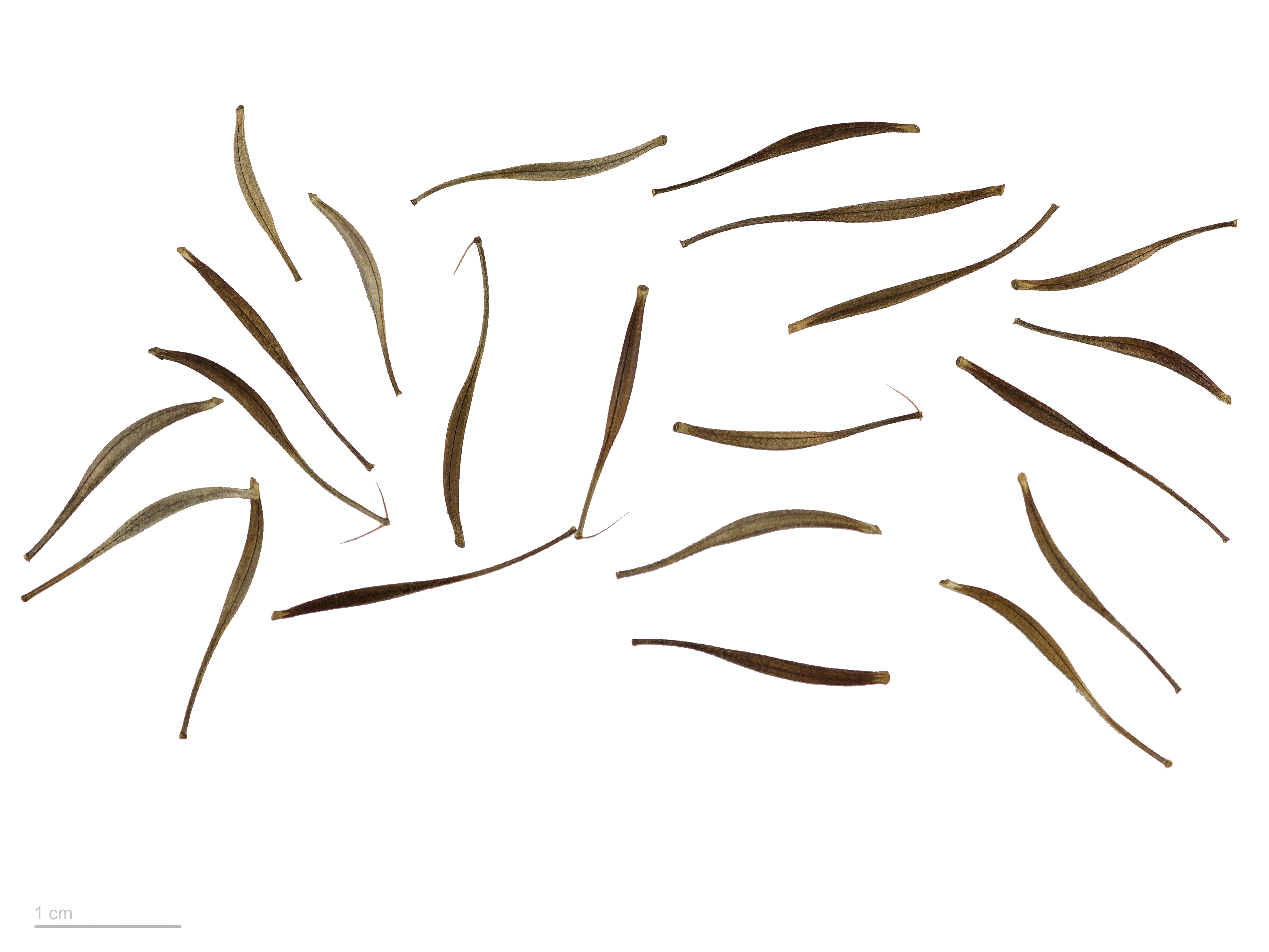
Cosmos sulphureus

Gullskära (Cosmos sulphureus) är en art i familjen korgblommiga växter. Växten finns i gula, röda och orangea färger. Den är väldigt populär i Korea och Japan.
Gullskära (Cosmos sulphureus) är en art i familjen korgblommiga växter. Växten finns i gula, röda och orangea färger. Den är väldigt populär i Korea och Japan.
Cosmos sulphureus är en art av blommande växter i solrosfamiljen Asteraceae, även känd som svavelkosmos och gula kosmos. Den är infödd i Mexiko, Centralamerika och norra Sydamerika och naturaliserad i andra delar av Nord- och Sydamerika såväl som i Europa, Asien och Australien.
Denna växt förklarades som invasiv art av United States Southeast Exotic Pest Plant Council 1996.[9] Blommorna i alla Cosmos lockar till sig fåglar och fjärilar, inklusive monarkfjärilen.

## Beskrivning
Denna art av Cosmos anses vara halvhärdig ettårig, även om växter kan dyka upp igen via självsådd i flera år.  Planthöjden varierar från 30 till 210 cm. Originalet och dess sorter visas i nyanser av gult, orange och rött. Det är särskilt populärt i Korea och Japan, där det ofta ses i massplanteringar längs vägkanterna, efter ett initiativ från den koreansk-japanska botanikern Woo Jang-choon.

## Sorter
De olika varianterna är:
- ’Brightness Red[7]
- Klondyke Mix', 'Polidor' består av en mängd olika färger i nyanser från gult till orange och scharlakansröd
- Ladybird Dwarf Red', 'Ladybird Dwarf Gold', 'Ladybird Dwarf Orange' och 'Ladybird Dwarf Lemon' är kortare än arterna på 40 cm. Blomningen är mycket tidig. Blommorna har livfulla färger i nyanser av gult, orange och scharlakansröd. En annan sort heter 'Bright Eyes'.

- 'The Diablo' når 75 cm med blommor på 5 cm intensivt orangeröda.
- 'The Polidor' når 75 cm och har halvdubbla blommor i nyanserna gyllengult, orange och rött.
- 'The Sunny Red' och 'Sunny Gold' har enstaka blommor på kraftiga växter på 35 cm.
- 'The Sunset' når 90 cm. Den har dubbla eller halvdubbla blommor i nyanser som röd eller scharlakansröd orange
- 'Tango'[8]

(de markerade har erhållit Royal Horticultural Society's Award of Garden Merit).

## Odling
.

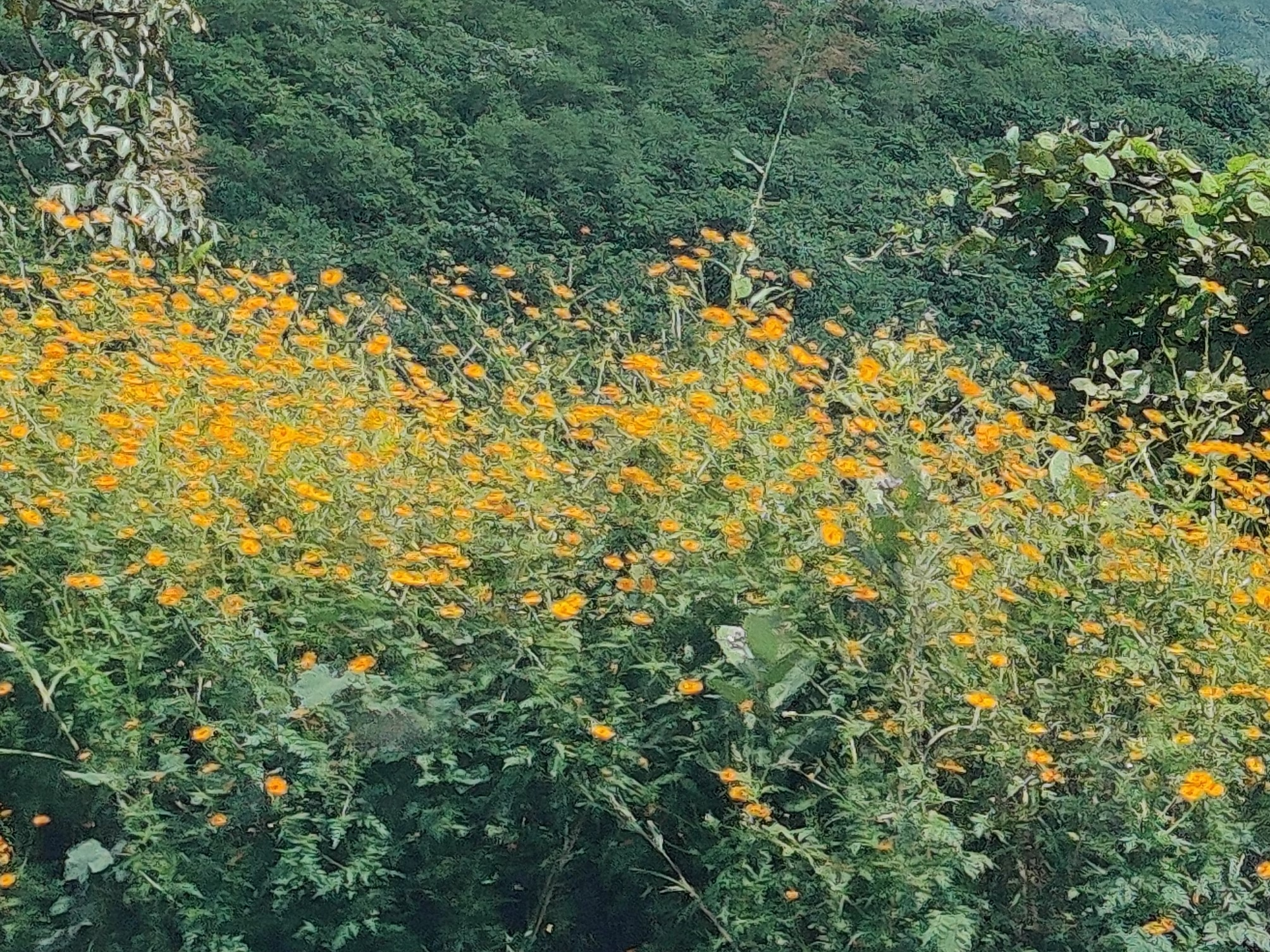
Ett område med invasiva Cosmos sulphureus-växter i distriktet Pune i Indien

Det tar mellan 7 och 21 dagar vid den optimala temperaturen på 75 grader Fahrenheit för växten att gro. Blomningen börjar mellan 50 och 60 dagar efter groning. Växten föredrar ett jord-pH mellan 6,0 och 8,5, vilket återspeglar dess inhemska livsmiljö i de alkaliska regionerna i Centralamerika. Blomningen är bäst i full sol, även om halvskugga tolereras. Växten är tolerant mot torka efter groning och är sällan utsatt för insekts- eller sjukdomsskador; denna kraft vittnar om dess status som invasiv art i vissa områden i USA

## Användning
Unga skott äts råa eller tillagas i Indonesien under namnet lalab eller gudang.
Blommorna har ett färgämne, som ger ett orangegult färgämne, som används i det pre-columbianska Amerika och senare i södra Afrika för att färga ull.

## Bilder

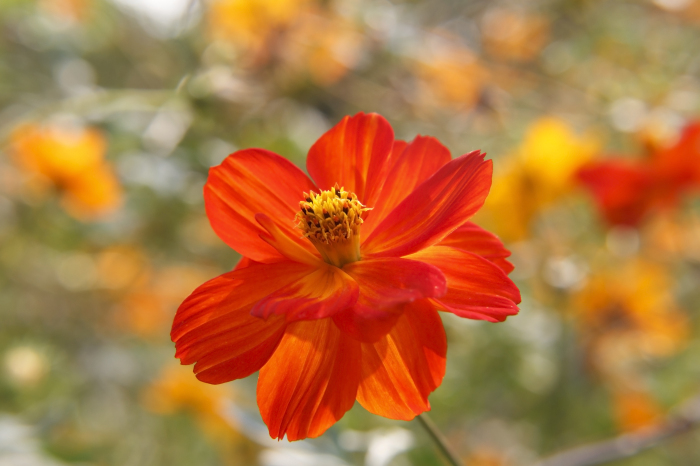
Cosmos sulphureus med orange blomma
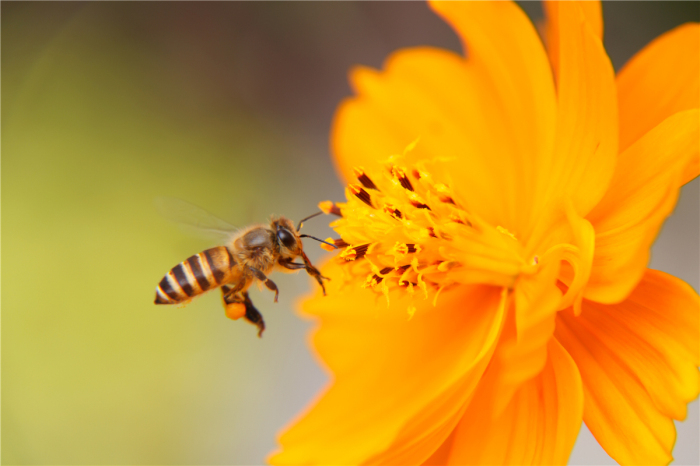
Cosmos sulphureus med bi
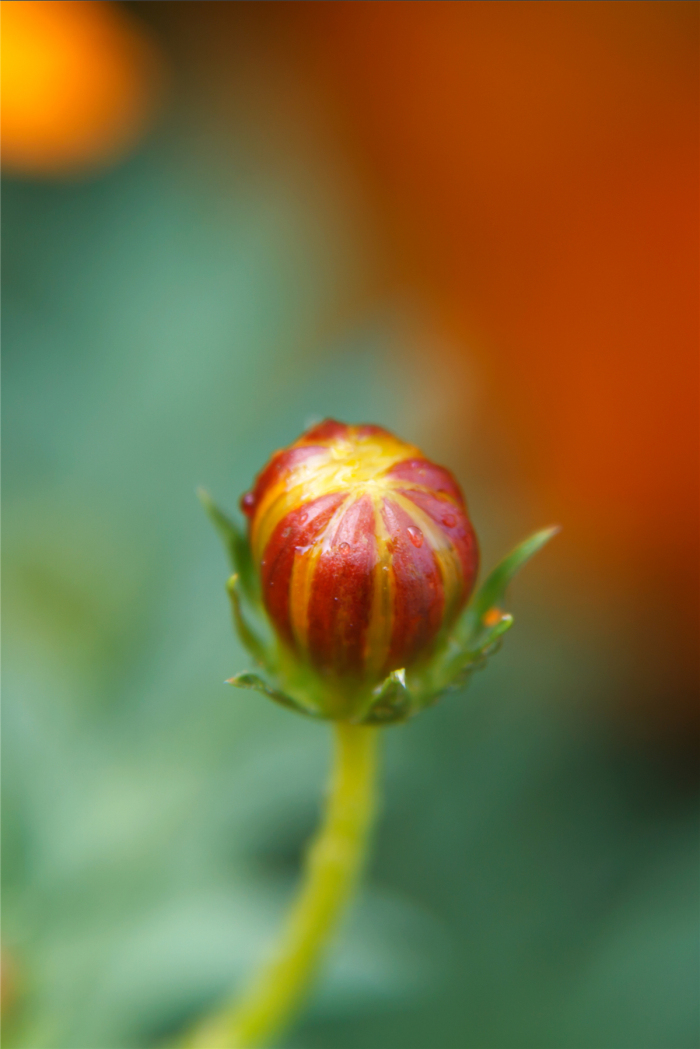
Knopp av Cosmos sulphureus
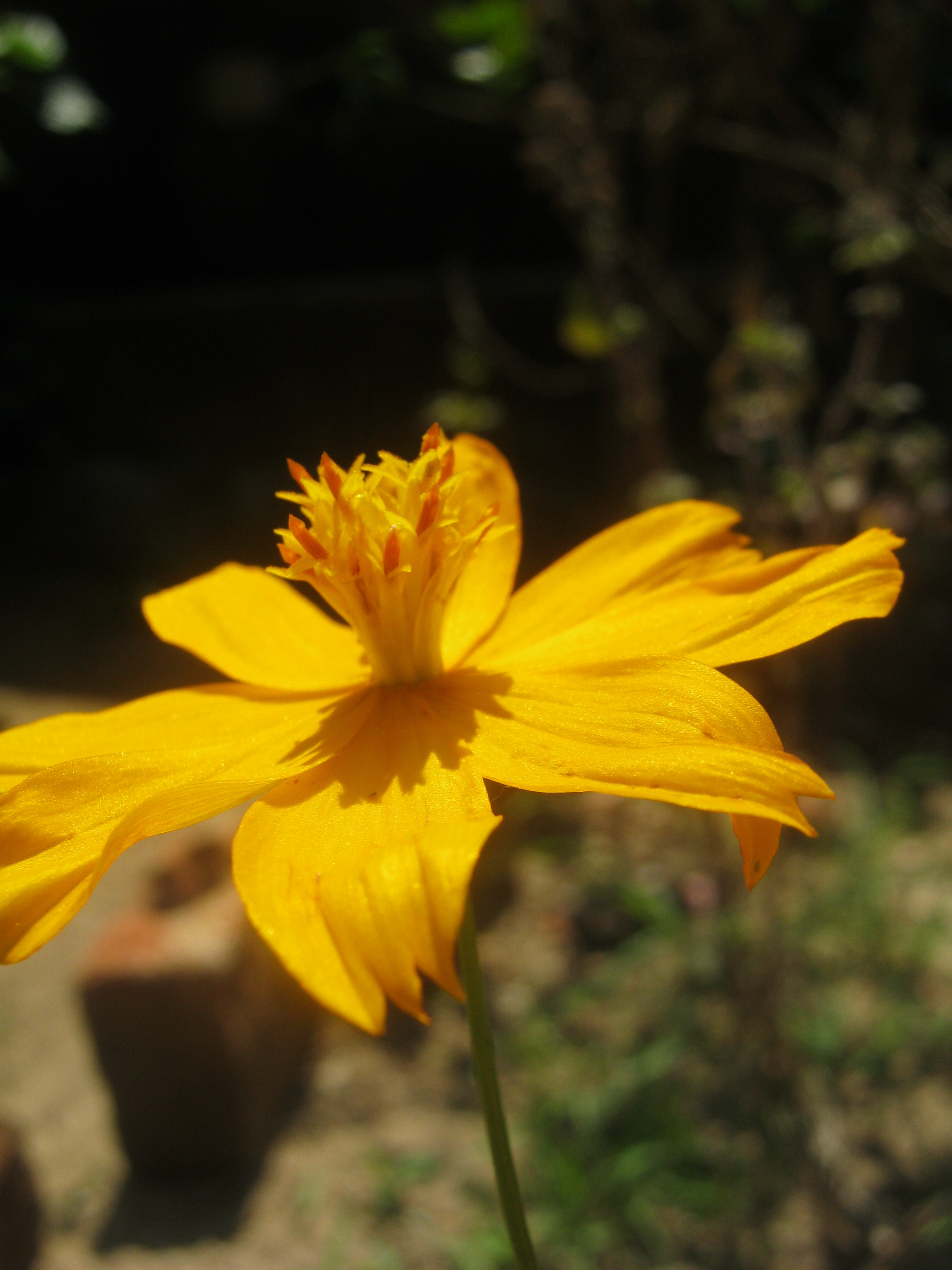
Cosmos sulphureus i Kerala
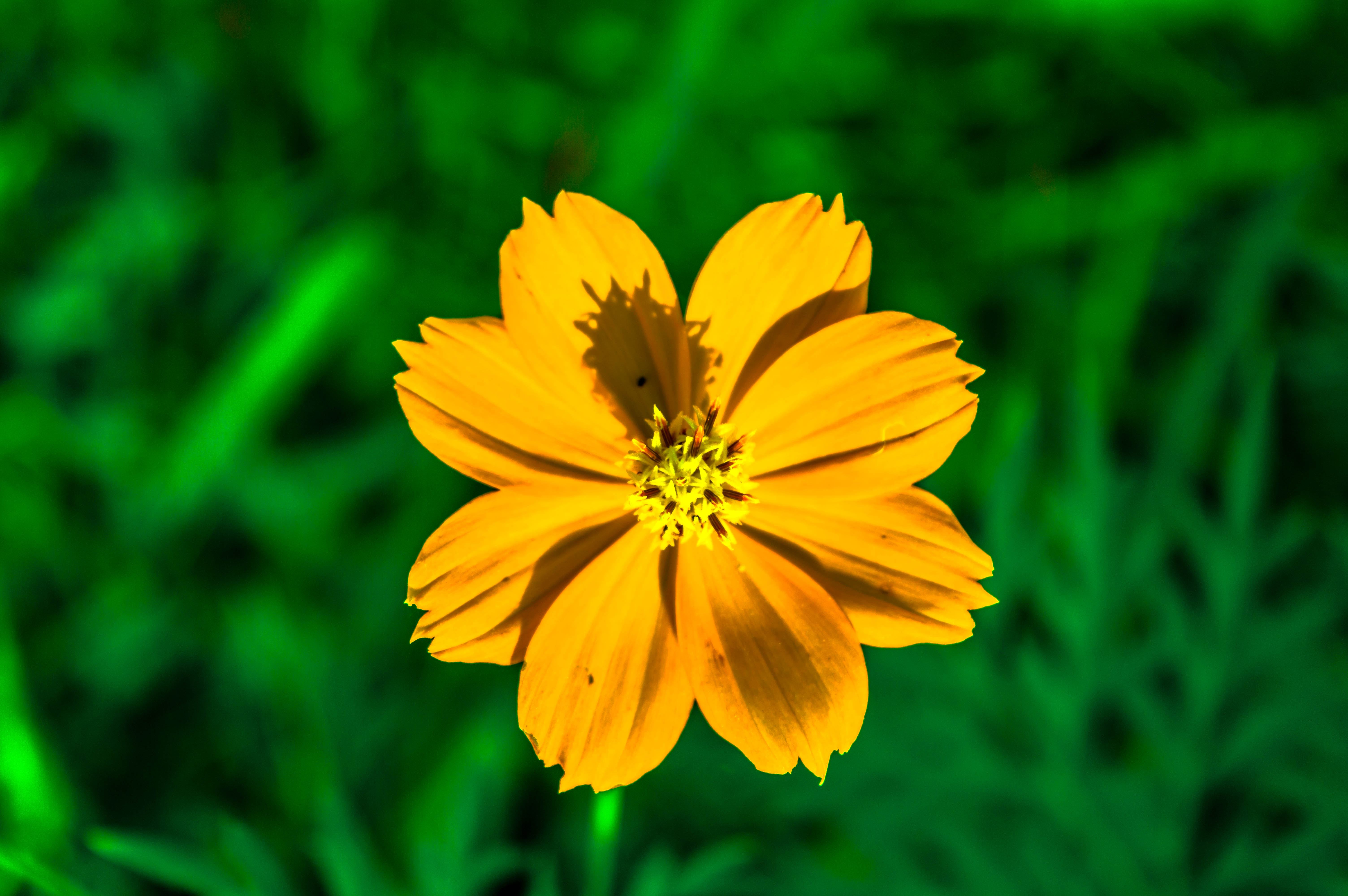
Svavelfärgad blomma
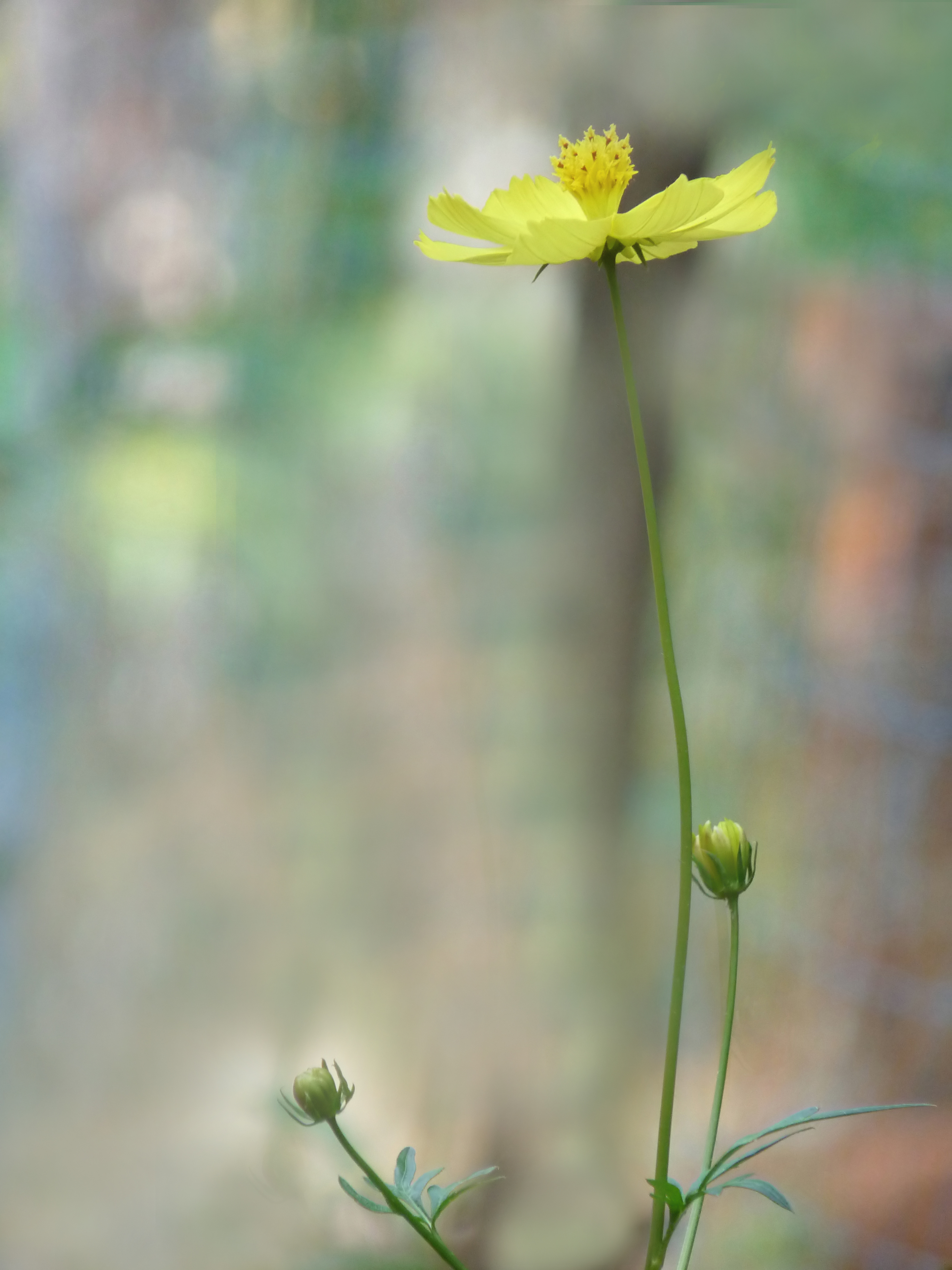
Cosmos sulphureus, knoppar, blommor och blad
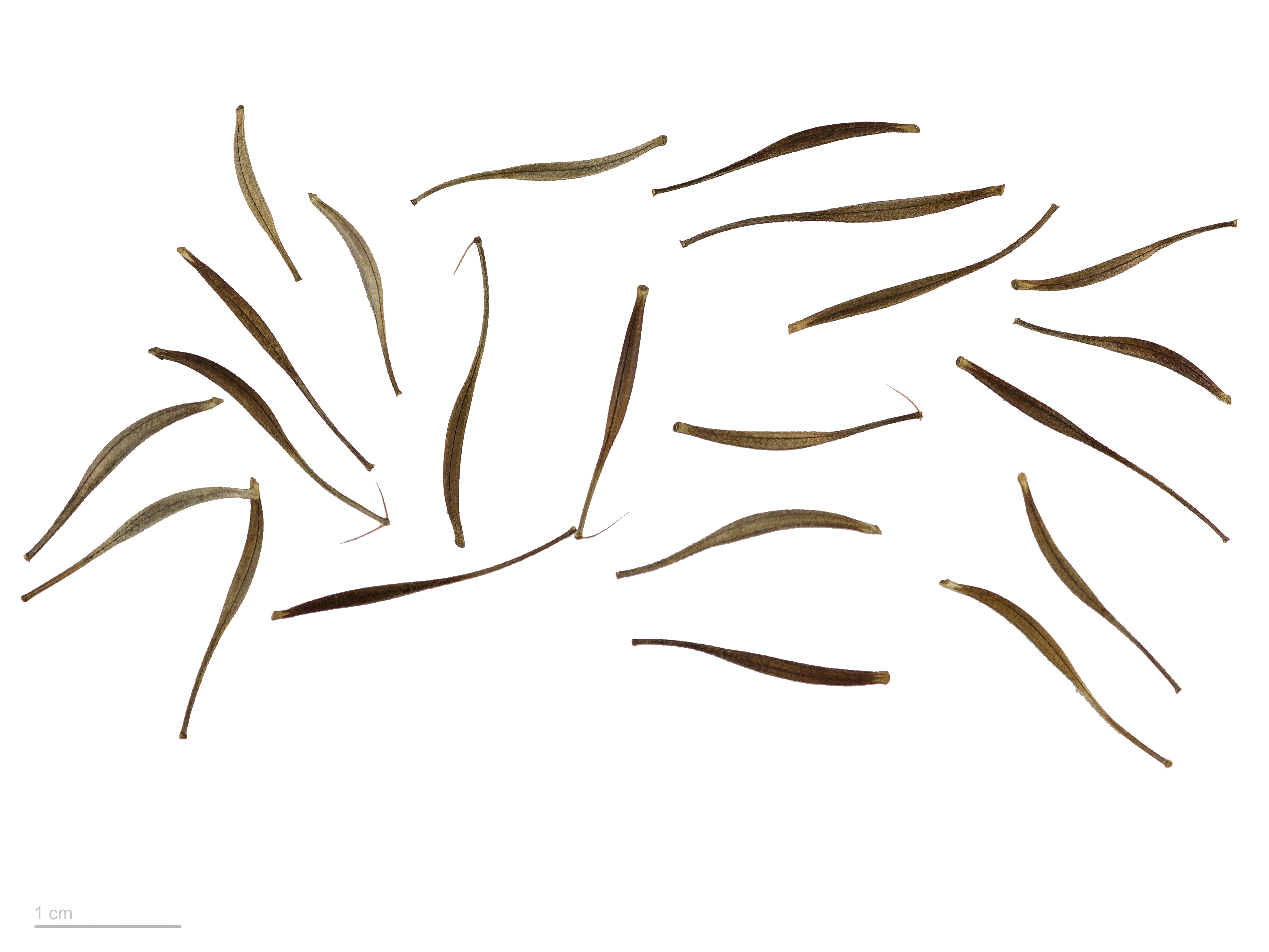
Gullskära - MHNT
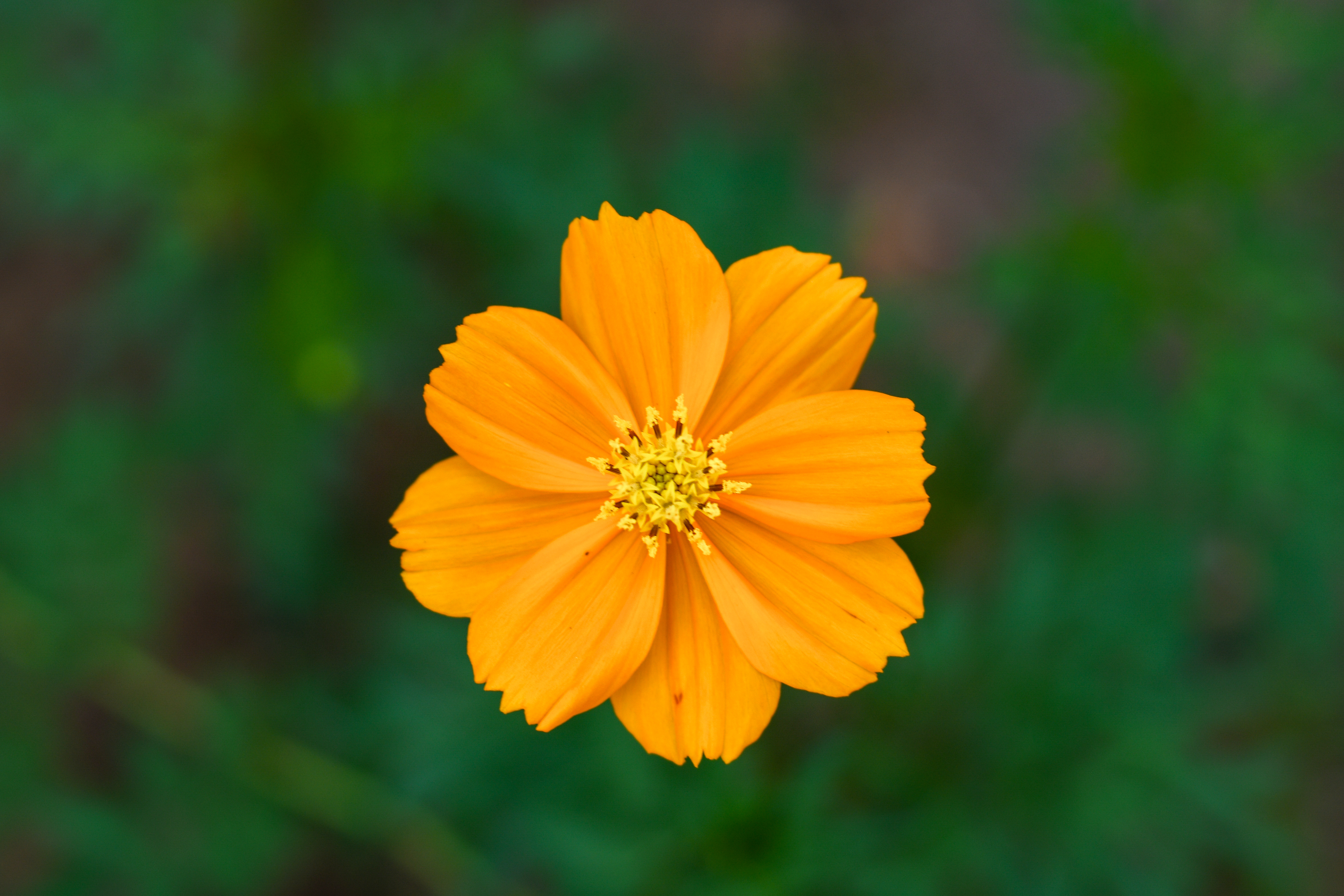
Cosmos sulphureus
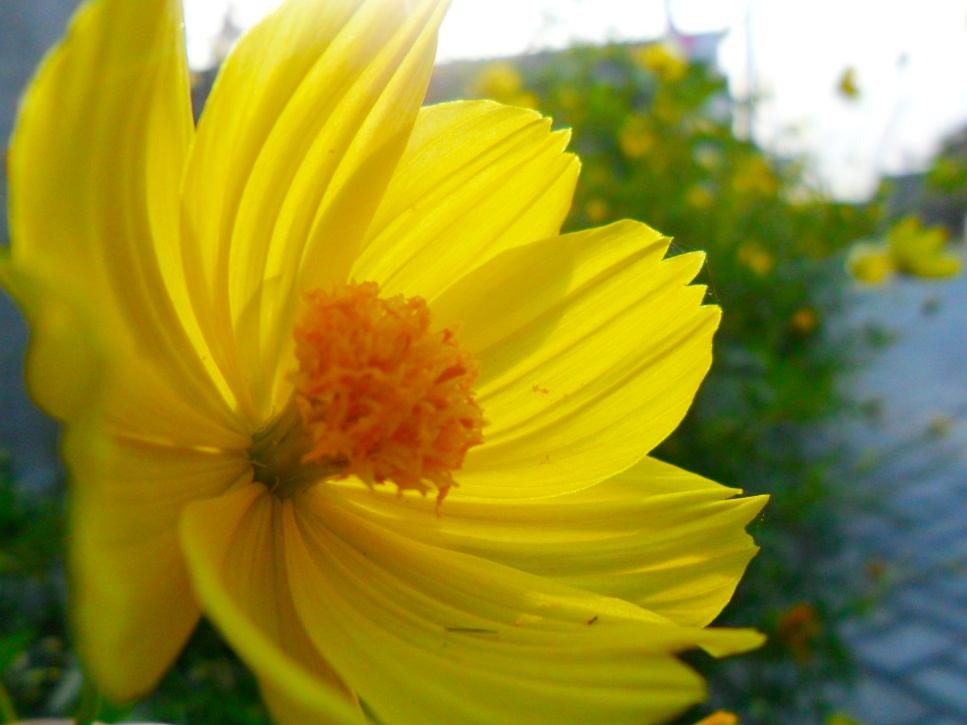
Blomma av gullskära, bokeh
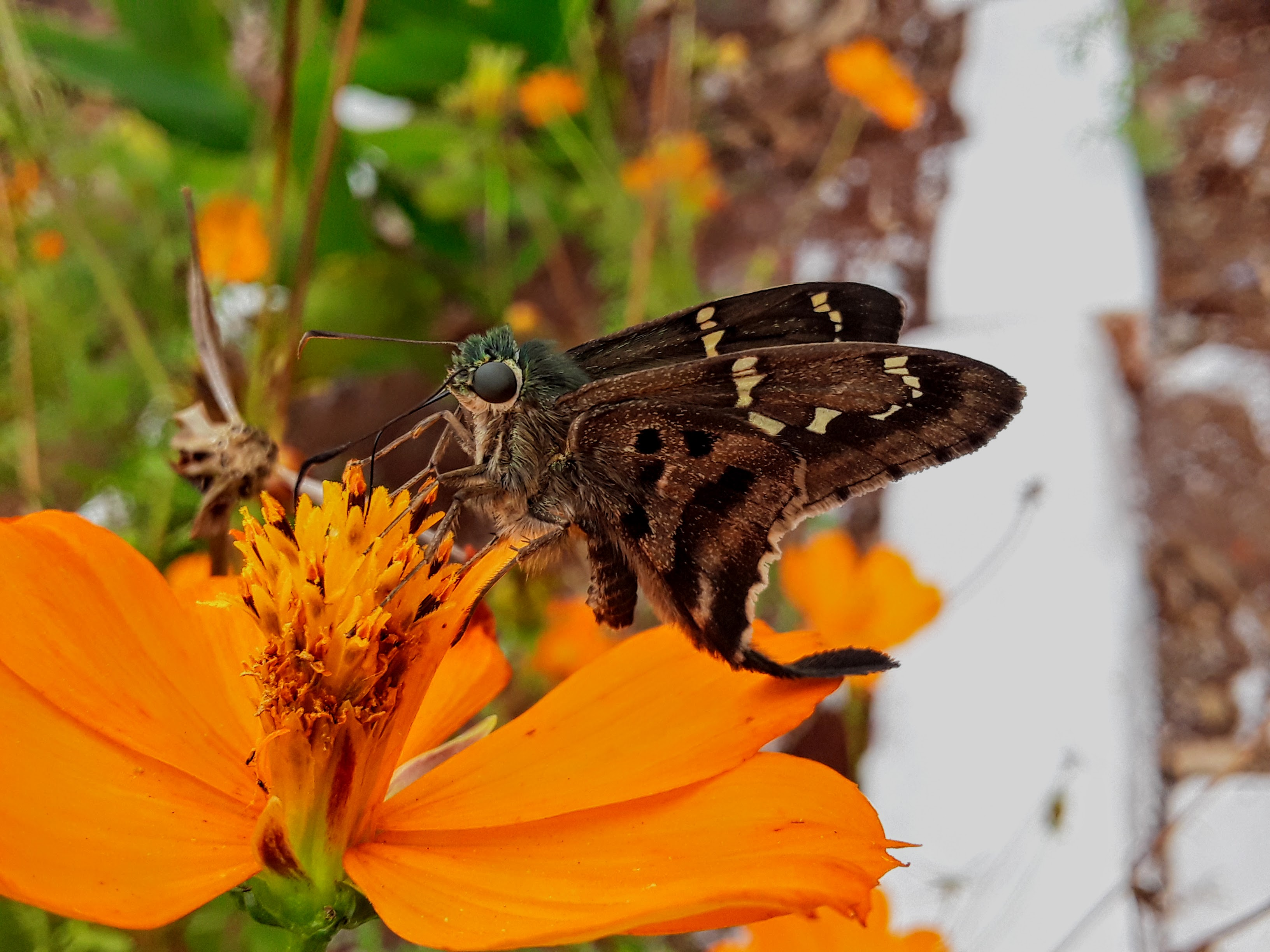
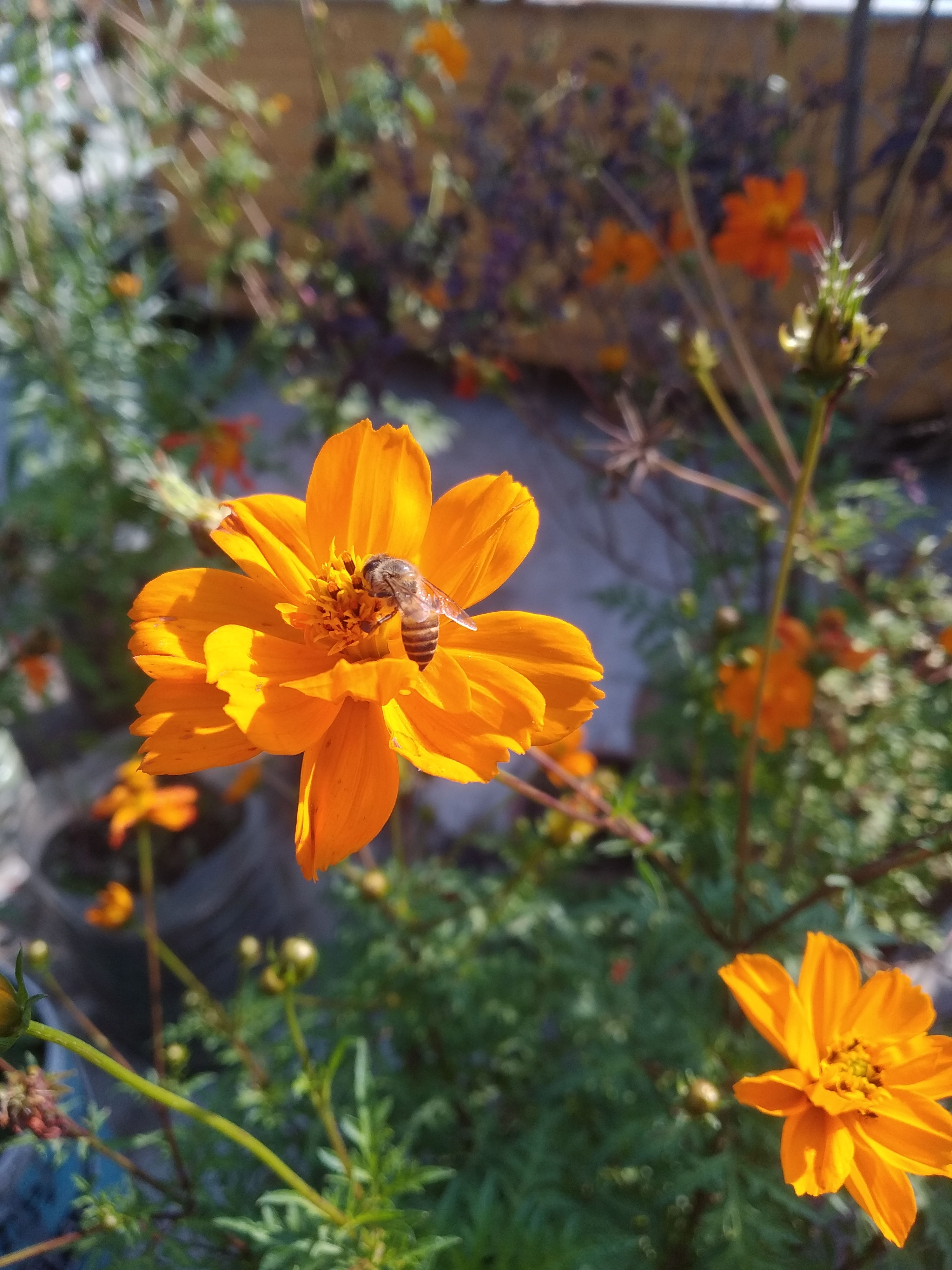